# Estació de Reus
Reus és una estació de ferrocarril propietat d'Adif situada al nord-oest de la població de Reus a la comarca catalana del Baix Camp. L'estació es troba a la línia Tarragona-Reus-Lleida i hi tenen parada trens de la línia de rodalia RT1 i les línies regionals R14, R15 i la línia Ca6 de Rodalies de Catalunya, operades per Renfe Operadora.
La primera estació a Reus va entrar en servei l'any 1856 quan va entrar en servei el tram construït per la Companyia del Ferrocarril de Reus a Tarragona (posteriorment LRT) entre Tarragona i Reus. El 1884 es construïa una segona estació, a l'actual emplaçament. L'edifici és un exemple d'edificis que van reemplaçar els originals per construccions més funcionals que les antigues estacions.
L'any 2016 va registrar l'entrada de 373.000 passatgers.

## Línia
- Línia 200 (Madrid-Reus-Barcelona)
- Línia 230 (Tarragona-Reus-Lleida)
- Línia 234 (Roda de Berà-Reus)

## Serveis ferroviaris
| Procedència/Destinació                      | <                   | Línia         | >         | Procedència/Destinació      |
| ------------------------------------------- | ------------------- | ------------- | --------- | --------------------------- |
| Rodalia del Camp de Tarragona               |                     |               |           |                             |
| terminal                                    | terminal            | thumbnail RT1 | Vila-Seca | Tarragona                   |
| Serveis regionals de Rodalies de Catalunya  |                     |               |           |                             |
| Lleida Pirineus                             | La Selva del Camp   |               | Vila-seca | Barcelona-Estació de França |
| terminal Móra la Nova Flix Riba-roja d'Ebre | Les Borges del Camp |               | Vila-seca | Barcelona-Estació de França |
| Casp Saragossa-Delicias Madrid-Chamartín    | Les Borges del Camp |               | Vila-seca | Barcelona-Estació de França |

## Galeria d'imatges

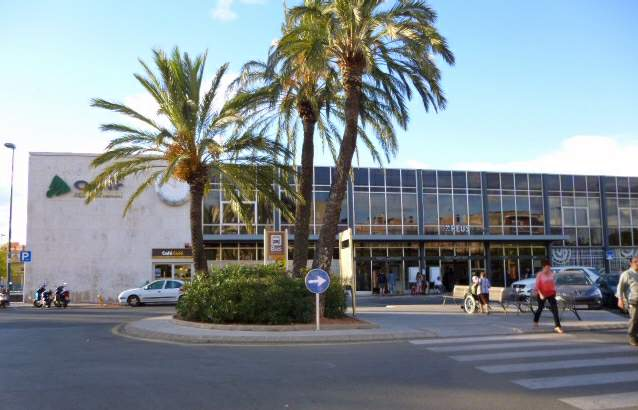
Edifici i entrada a l'estació
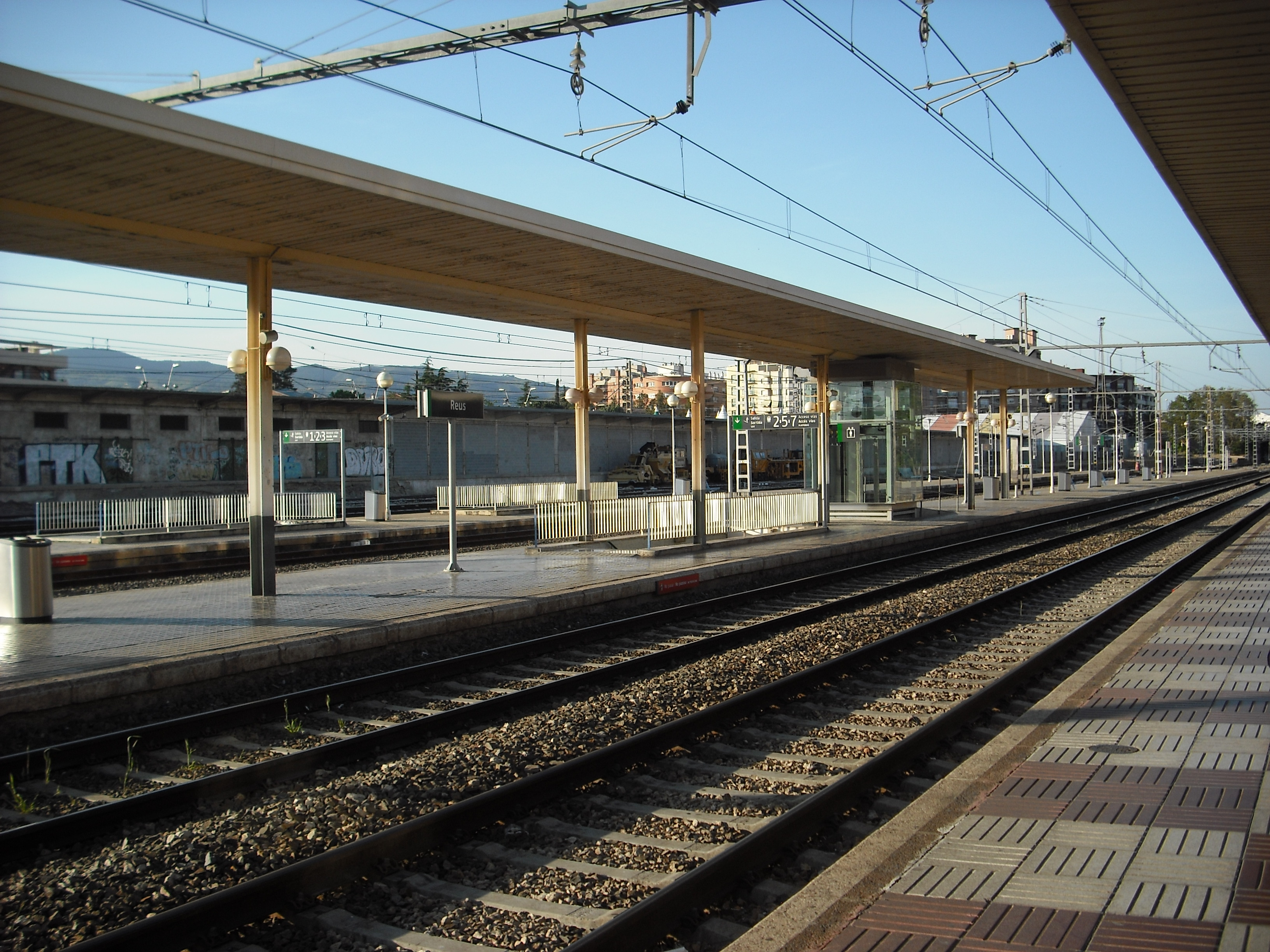
Les andanes el 2010
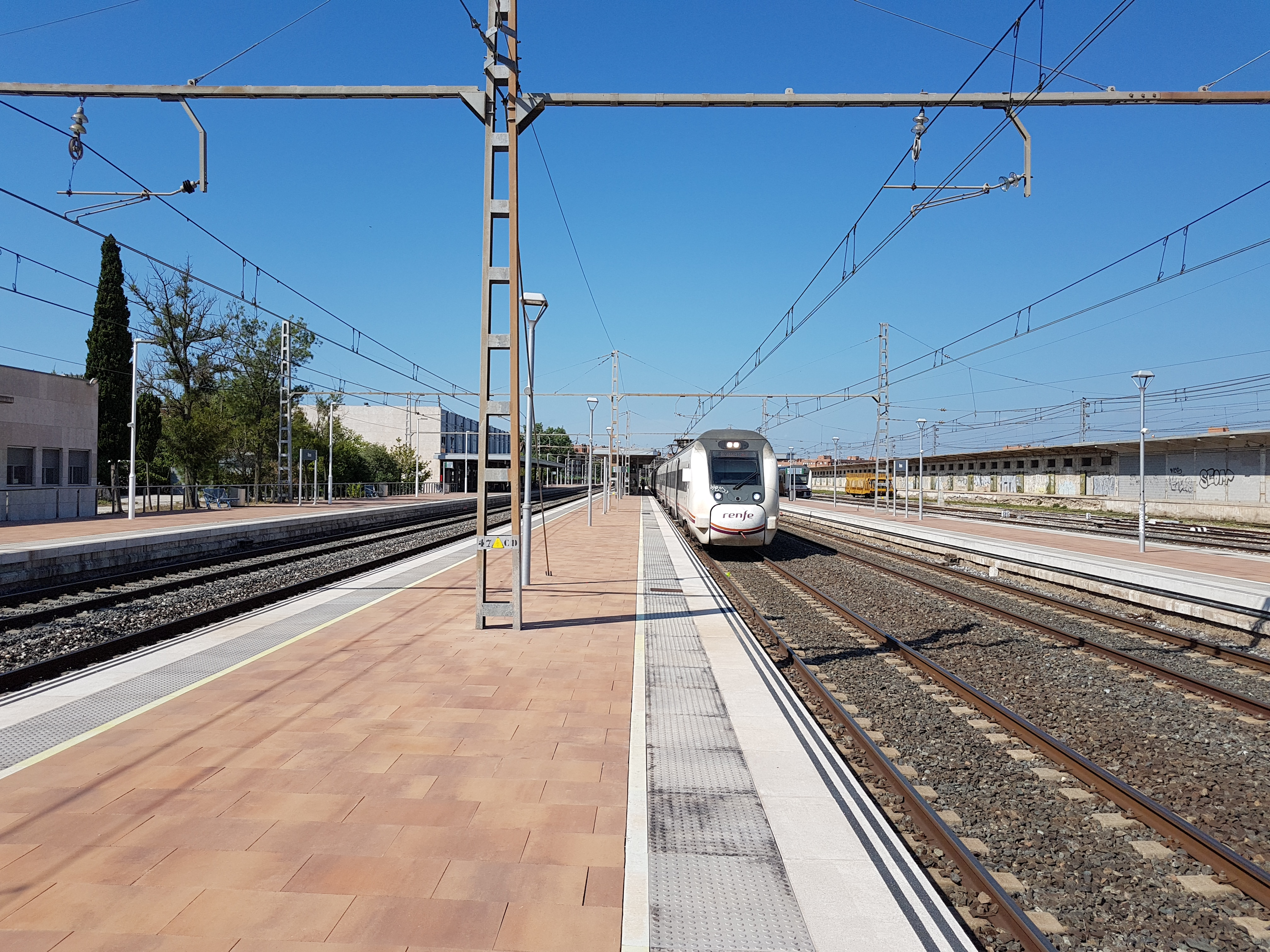
Unitat 449 en servei R15 destinació Barcelona a la via 3